# Interleucina-16
La interleucina-16, també coneguda com a factor quimioatraient, és una citocina proinflamatòria produïda pels limfòcits T activats que actua com a quimiotàctic específic per monòcits i eosinòfils, a més de tenir funcions immunomoduladores de creixement dels limfòcits CD4. Inicialment, va ser descrita com una molècula d'atracció específica de les cèl·lules T7, però s'ha demostrat que aquesta interleucina actua en moltes altres cèl·lules que expressen la molècula CD4, com els monòcits o les cèl·lules dendrítiques.
La seva precursora és la pro-interleucina-16, una proteïna que en humans està codificada pel gen IL-16, localitzat en el cromosoma 15. Quan la regió C-terminal de la pro-L-16 s'escindeix gràcies a la participació de l'enzim CASP3, s'allibera la IL-16.
| Pes molecular    | 141.752 u |
| Massa molecular  | 17.2 kDa  |
| pH òptim         | 7.4       |
| Punt isoelèctric | 6.0       |

## Història
La interleucina 16 va ser descoberta l'any 1982 a Boston pels investigadors William W. Cruikshank I David M.Center.Donat que és un factor quimioatraient específic de cèl·lules T, inicialment va rebre el nom de Lymphocyte chemoattractant factor (LCF), i no va ser fins al 1995 quan li va ser assignat el seu nom actual: Interleucina-16. Van identificar-la gràcies als antígens i mitògens presents a les cèl·lules T, però l'ARNm de la interleucina-16 també s'expressa a les cèl·lules T CD4+ i CD8+.
David M. Center i William W. Cruikshank es van centrar en dos temes principals durant la seva investigació, el primer es relaciona amb les funcions de la IL-16 en el reclutament i desenvolupament de cèl·lules T reguladores, i van demostrar gràcies a ratolins transgènics knockout que aquesta citocina té un paper clau en la tolerància als al·lèrgens de l'aire. El segon tema d'èmfasi important del seu laboratori es basa en les propietats funcionals de la proteïna precursora de la IL-16, la Pro-IL-16, com a gen supressor de tumors. Juntament amb Yujun Zhang han demostrat que aquesta conté un motiu de localització nuclear regulat per la fosforilació i s'uneix a una xaperona nuclear (HSC70), la qual indueix l'aturada del cicle cel·lular a G0/G1.
Al igual que la resta de citocines, ambos la clonació i la disposició del seu respectiu anticòs s'ha aconseguit gran informació sobre elles que son de gran utilitat per poder estudiar-les. Ens aporta informació sobre el seu funcionament.
Tant el seu processament postraduccional com el seu mecanisme de secreció són desconeguts.

## Estructura

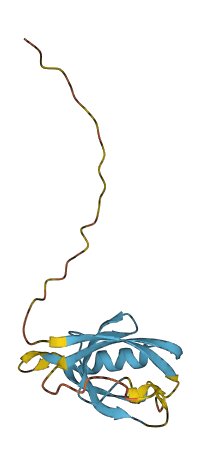
Imatge tridimensional detallada de la interleucina-16.

En el moment de la seva descoberta va ser descrita com un homotetràmer amb monòmers individuals de 14 kDa de mesura cadascuna, de 130 aminoàcids.
La seva seqüència i estructura general es manté igual en totes les espècies i al genotip humà es mapeja al cromosoma 15. L'única cisteïna d'aquest pèptid no es conserva i, per tant, no hi participa en els ponts di-sulfur, que són essencials per la bioactivitat de les quimiocines.
A causa de la lisi dels pèptids precursors (pro-IL-16) a les cèl·lules CD8+, la mida real de la Interleucina-16 pot ser més petita que la descrita inicialment.
L'estructura dels aminoàcids de la Interleucina-16 la conformen 6 làmines beta. La segona làmina beta d'aquestes sis (𝛽2), conté una seqüència GLGF, amb una funció important per a l'autoagregació dels monòmers. Aquesta seqüència també es troba a la precursora (pro-IL-16) on no s'ha trobat la seva funció, a la Interleucina-16 la seva funció és augmentar la interacció entre proteïnes intracel·lulars.
La interleucina-16 té diverses isoformes, les quals confereixen deferents funcions a la proteïna.

## Funció
La IL-16 realitza la funció de quimioatractor dels limfòcits T CD4+, granulòcits eosinòfils, cèl·lules dendrítiques i monòcits. Estimula la resposta migratòria d'aquests, a més de ser un inhibidor del VIH i de ser secretada per les cèl·lules CD8 activades com a resposta a la histamina o la serotonina. També, prepara les cèl·lules T CD4+ per a la capacitat de resposta de les IL-2 i les IL-15 i indueix l'expressió dels limfòcits T del receptor d'interleucina-2.
La IL-16 és un crucial factor supressor de la replicació del VIH-1. La IL-16 recombinant reprimeix la replicació del VIH-1 en les cèl·lules mononuclears de la sang perifèrica (PBMC). D'aquesta manera les cèl·lules CD4+ humanes que contenen ADN complementari de la IL-16 són resistents a l'expressió de l'ARNm del VIH-1, però no a l'entrada del virus ni a la transcripció inversa d'aquest. Per tant, la secreció d'IL-16 sembla ser necessària per a l'activitat inhibidora del VIH, donat que les cèl·lules que són pobres secretores d'aquesta interleucina presenten poca o nul·la resistència al VIH. Així i tot, estudis han demostrat que la IL-16 i el VIH no comparteixen lloc d'unió amb el seu receptor, el CD4 i, per tant, la IL-16 no és un inhibidor estèric.
El CD4 serveix com a receptor transductor de senyal per a la IL-16, en conseqüència, és essencial que el CD4 s'expressi per tal de contribuir en les funcions de la IL-16. La seva interacció pot donar lloc a un augment de calci en el medi intracitoplasmàtic i d'inositol trifosfat, a l'activació de la proteïna p56lck i a la translocació de la proteïna quinasa C del citoplasma cap a la membrana plasmàtica. S'ha identificat que les funcions induïdes per la IL-16 poden ser inhibides per un Fab monomèric d'un anticòs monoclonal, concretament, per l'anti-CD4 (OKT4).
S'ha identificat la part de CD4 que s'acobla a la IL-16 en el domini 4 de la molècula. Estudis basats en mutacions puntuals o delecions en els extrems C i N-terminals de la IL-16 demostren que calen seqüències compreses dins dels dominis C i N-terminal de la IL-16 per a poder interaccionar amb el CD4.
La interleucina-16 té diverses isoformes que tenen diferents funcions. La isoforma 1 pot actuar ancorant els canals iònics a la membrana, mentre que la isoforma 3 està implicada en la progressió del cicle cel·lular en les cèl·lules T. La isoforma 3 sembla estar implicada en la regulació de la transcripció de SKP2 i probablement forma part d'un complex de repressió transcripcional d'aquest mateix gen. Pot actuar com un topall per al gen GABPB1 (la subunitat d'unió a l'ADN al complex del factor de transcripció GABP) i per al HDAC3, de manera que manté el bloqueig transcripcional impedint així la progressió del cicle cel·lular de cèl·lules T en repòs.

## Pro-interleucina-16 (precursor de la IL-16)

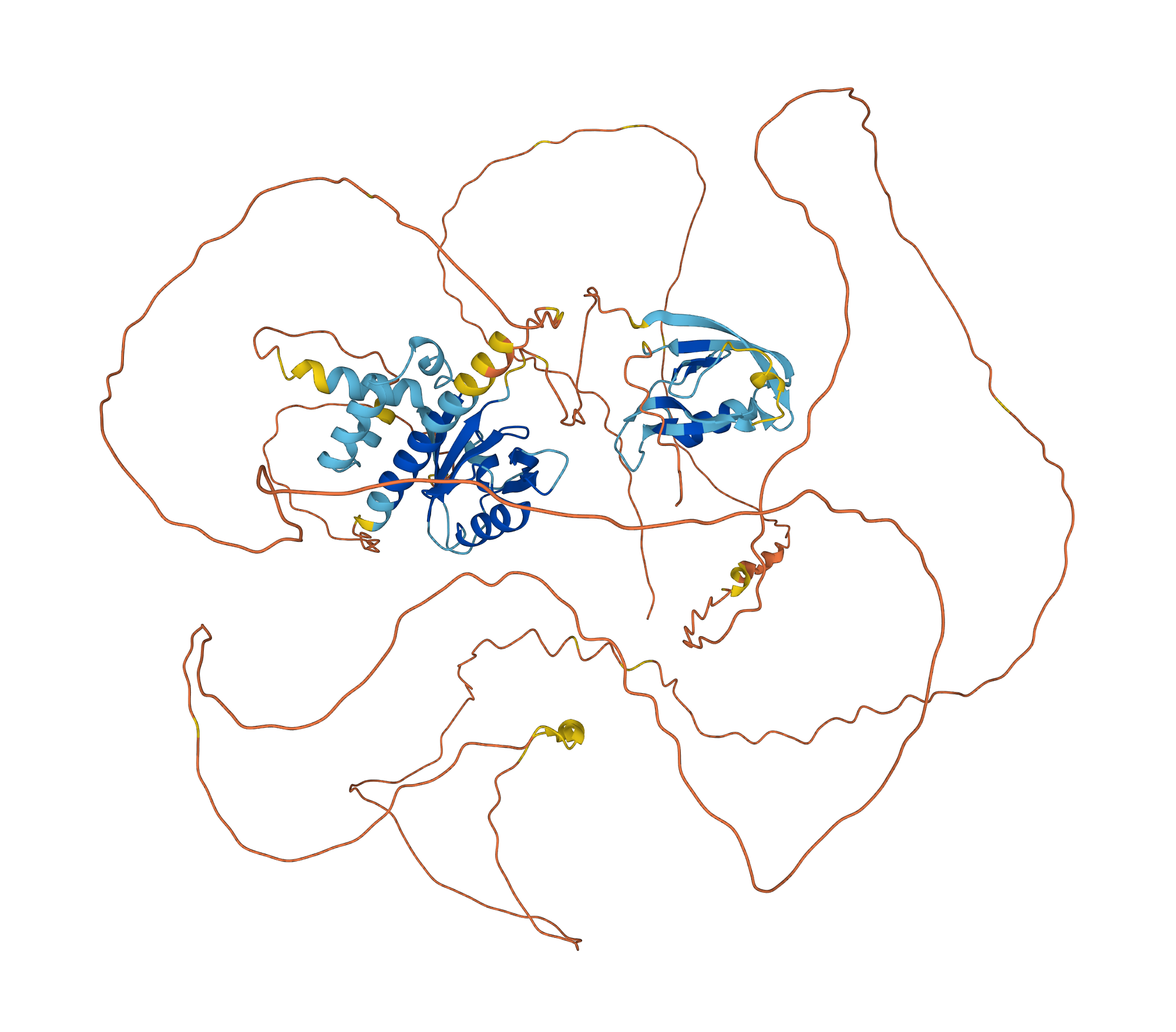
Imatge tridimensional detallada de la prointerleucina-16.

El precursor de la interleucina-16 és una gran molècula proteica de pes 67-kDa anomenada pro-interleucina-16 (pro-IL-16) codificada en el gen IL16, localitzada en el cromosoma humà 15.
El domini terminal N de la pro-interleucina-16 normalment queda translocada a la membrana nuclear. Malgrat això, pot ser que una mutació d'una seqüència de localització nuclear bipartida ho impedeixi. De fet, s'ha vist en estudis recents que aquesta seqüència és un motiu CcN, un senyal de localització nuclear regulada per una doble fosforilació que consisteix en el lloc de substrat d'una proteïna cinasa CK2, en el lloc de substrat d'una cinasa cdc2 i una seqüència de localització nuclear.
Consistentment amb l'efecte del cicle de la cèl·lula, s'ha vist que la funció del domini N-terminal de les pro-IL-16 dins el nucli està estretament lligada a la proliferació i divisió cel·lular. Per tant, podem concloure que la pro-interleucina-16 és la segona molècula precursora de la citocina que té bioactivitat intracel·lular. La primera va ser la pro-interleucina-1R, la qual és la precursora de la interleucina-1R, una citocina que regula les respostes immunitàries inflamatòries.

## Aplicacions bioquímiques i biomèdiques
Recentment, la interleucina-16 ha estat objecte de grans investigacions i tècniques en les àrees de la bioquímica i la biomedicina, entre els quals es poden destacar:
- Gran biomarcador de la nefritis lúpica: a partir del mètode ELISA, s'ha vist que distints nivells d’interleucina-16 a l’aparell urinari poden ser potencials detectors de la proliferació de la nefritis lúpica (actualment, els marcadors d’aquesta condició són molt escassos).[24] S'ha vist que la diagnosi de nefritis lúpica amb interleucina-16 contribueix notablement a millor efectivitat en els tractaments.[25] Mostra exemplar de nefritis lúpica emprant micrografia (marcatge amb la tinció de PAS).

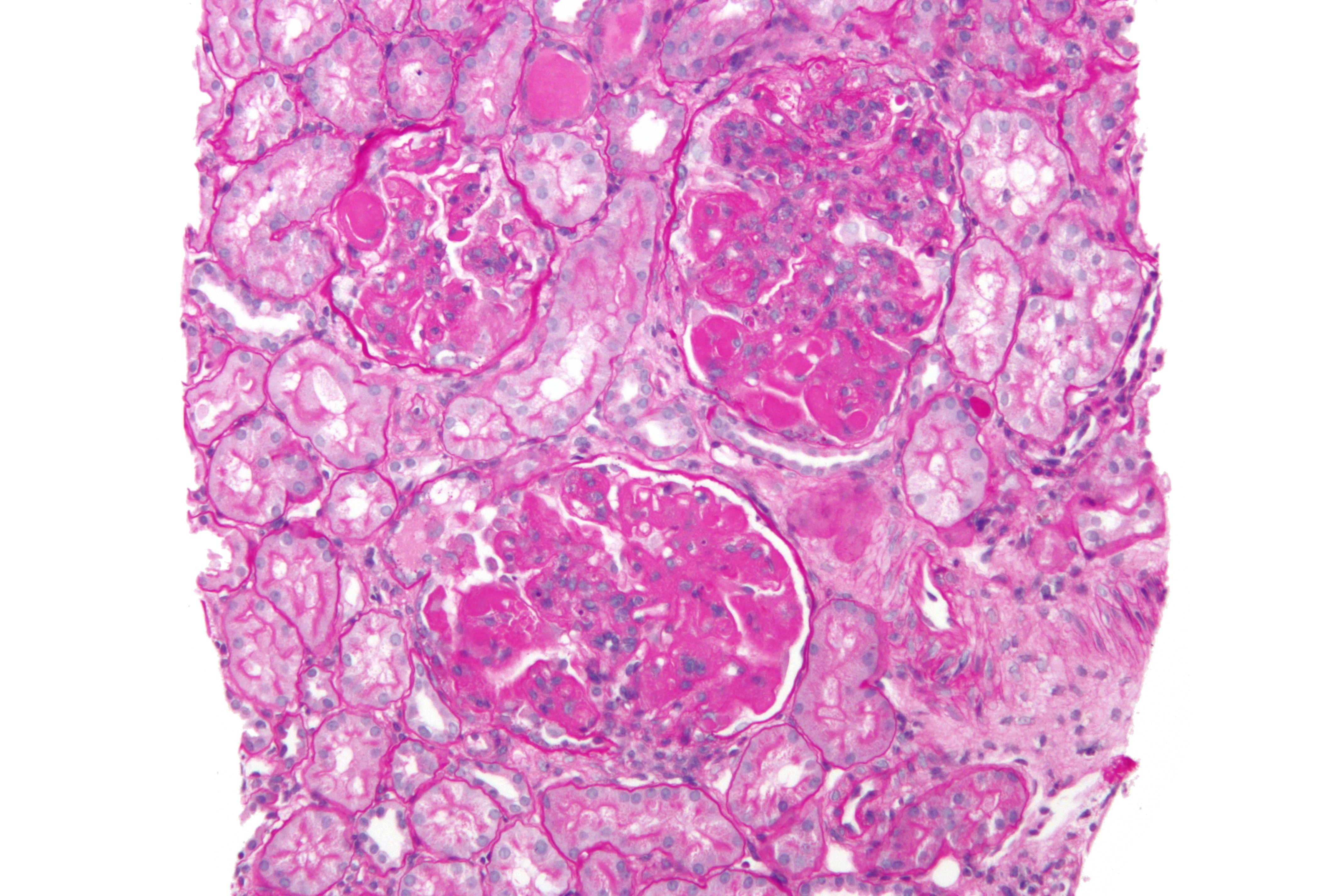
Mostra exemplar de nefritis lúpica emprant micrografia (marcatge amb la tinció de PAS).

- La detecció de canvis en la patologia dels ovaris humans segons l’expressió de la interleucina-16 al llarg de l’envelliment.[26]
- L’associació del polimorfisme del centre actiu del miRNA del gen IL-16 amb l’artritis reumatoide.[27]
- L’associació de l’expressió de la interleucina-16 amb la sarcopènia en la supervivència de neoplàsies gàstriques.[28]
- La via de senyalització per la proliferació i migració de l'EMT de les cèl·lules HTR-8.[29]

## Interaccions
S'ha comprovat que la interleucina-16 interacciona amb:
- GRIN2A[30]
- GRIN2D[30]
- KCNJ10[30]
- KCNJ15[30]
- Kir2.1[30]
- PPP1R12A[31]
- PPP1R12B[31]